# كين إنجلش
كين إنجلش (بالإنجليزية: Ken English)‏ هو لاعب دوري الرغبي وضابط شرطة نيوزيلندي، ولد في 9 يناير 1927 في غيسبورن ‏ في نيوزيلندا، وتوفي في فبراير 2016 في ماسترتون ‏ في نيوزيلندا.